# Линніков Валерій Петрович
Валерій Петрович Линніков (рос. Валерий Петрович Линников; нар. 8 березня 1964) — радянський та російський футболіст та футзаліст, універсал. Відомий виступом за челябінський «Фенікс» та футзальну збірну Росії.

## Життєпис
Вихованець ДЮСШ Оренбурга, перший тренер — А. С. Дегтярьов. У 1983-1985 грав за «Локомотив» (Челябінськ). У 1985 році два місяці провів у «Факелі», але в чемпіонаті не зіграв — провів лише одну гру на кубку СРСР проти «Динамо» (Мінськ).
Повернувся до Челябінська, де ще провів сезон у «Локомотиві». У 1987 році призваний в армію, служив у внутрішніх військах в Усть-Камчатську. Але вже в 1988 році грав за «Торпедо» (Міасс). Також виступав за «Кузбас».
Після цього виступав за українські клуби (1990-1991) «Галичина» та «Приборист», відправився в Угорщину, де провів сезон у клубі третьої ліги «Спартакус» й допоміг йому домогтися підвищення в класі. Потім повернувся в Росію і став гравцем челябінського футзального клубу «Фенікс». У сезонах 1992/93 і 1993/94 років челябінці виграли бронзу та срібло російського чемпіонату, а Лінніков був одним з лідерів тієї команди. За підсумками кожного з цих сезонів він визнаний найкращим захисником чемпіонату.
Отримавши пропозицію від клубу вищої угорської футбольної ліги «Штадлера», Линніков на один сезон повернувся в футбол. «Штадлер» посів дев'яте місце, Линніков взяв участь в більшості матчів команди, але за сімейними обставинами змушений був покинути Угорщину і повернутися до Челябінська. Там він знову став грати за «Фенікс».
У 1996 допоміг челябінцам в завоюванні Кубку вищої ліги. Грав за «Фенікс» до 1999 року, коли перейшов до московського «Спартака». Рік по тому перейшов в югорський клуб «ТТГ-Ява», де провів два роки, після чого завершив виступи на професіональному рівні.
Линніков зіграв 15 матчів та відзначився 5 м'ячів за збірну Росії з футзалу. В її складі він став срібним призером Чемпіонату Європи 1996 року.
Випускник Челябінського педагогічного інституту.

## Досягнення
- Чемпіонат Європи
  -  Срібний призер (1): 1996

- Кубок Вищої ліги Росії з футболу
  -  Володар (1): 1996

- Найкращий захисник чемпіонату Росії з футболу (2): 1992/93, 1993/94

## Сім'я
Одружений, три дочки — Юлія, Марія, Дар'я. Брат Линніков Сергій Петрович.